# Karin Ek (musiklärare)
Karin Margareta Ek, född 11 januari 1917 i Falu Kristine församling, Kopparbergs län, död 5 maj 2004 i Råsunda, Solna kommun, Stockholms län, var en svensk musikpedagog. 8 juli 1945 gift med Lars Håkan Ek (1911–2004).
1983 erhöll hon Medaljen för tonkonstens främjande – Kungliga Musikaliska Akademiens högsta utmärkelse.